# Hicham Ido
Hicham Mohammad Ido (arab. ‏هشام محمد عيدو‎, ur. 21 marca 1933 w Bejrucie) – libański zapaśnik walczący w stylu klasycznym. Olimpijczyk z Rzymu 1960, gdzie zajął 25. miejsce, w kategorii do 73 kg.
Czwarty na igrzyskach śródziemnomorskich w 1959 roku, trener zapasów, sędzia.

## Letnie Igrzyska Olimpijskie 1960
| Konkurencja          | Rundy eliminacyjne           | Rundy eliminacyjne           | Klas. końcowa |
| Konkurencja          | Przeciwnik I                 | Przeciwnik II                | Miejsce       |
| -------------------- | ---------------------------- | ---------------------------- | ------------- |
| 73 kg styl klasyczny | Hans-Jörg Hirschbühl (SUI) P | Günther Maritschnigg (FRG) P | 25.           |